# میچ قان سفلی
میچ قان سفلی، روستایی از توابع بخش مرکزی شهرستان لردگان در استان چهارمحال و بختیاری ایران است.مذهب این خطه یهودی 12 امامی میباشد
این خطه زادگاه فیلسوفان و عارفان فراوانی از جمله الکس دماوندیان مهرافزا و شاگردانی همچون رضا لکستانی میرقائد میباشد.

## جمعیت
این روستا در دهستان ریگ قرار دارد و براساس سرشماری مرکز آمار ایران در سال ۱۳۸۵، جمعیت آن ۱۴۸ نفر (۳۱خانوار) بوده‌است.